# Jasper De Buyst
Jasper De Buyst (* 24. November 1993) ist ein belgischer Radrennfahrer, der auf Straße und Bahn aktiv ist.

## Karriere
2009 wurde Jasper De Buyst vierfacher belgischer Jugend-Meister auf der Bahn, im Jahr darauf wurde er Junioren-Meister im Straßenrennen sowie in der Mannschaftsverfolgung. 2011 errang er sieben nationale Titel in der Juniorenklasse: Im Einzelzeitfahren auf der Straße sowie in sechs Disziplinen auf der Bahn sowie Vize-Europameister der Junioren im Omnium.
2012 errang De Buyst gemeinsam mit Gijs Van Hoecke bei den Bahn-Europameisterschaften (U23) die Silbermedaille im Zweier-Mannschaftsfahren sowie mit Van Hoecke, Moreno De Pauw und Joris Cornet die Bronzemedaille in der Mannschaftsverfolgung; 2013 wurde er U23-Europameister im Omnium. 2014 errang er bei der U23-Europameisterschaft zwei Medaillen, eine bronzene im Punktefahren sowie gemeinsam mit Otto Vergaerde eine silberne im Zweier-Mannschaftsfahren. Im Jahr darauf wurde er gemeinsam mit Vergaerde bei den Bahnweltmeisterschaften Dritter im Zweier-Mannschaftsfahren. Ebenfalls 2015 startete De Buyst erstmals bei einer Grand Tour, der Vuelta, und belegte in der Gesamtwertung Rang 126.
2016 wurde Jasper De Buyst für die Teilnahme an den Olympischen Spielen in Rio de Janeiro nominiert. Er startete im Omnium, konnte aber den Wettbewerb wegen einer Erkrankung nach dem ersten Tag nicht weiterführen.
2017 feierte De Byust mehrere Siege auf der Straße, wie beim Heistse Pijl, beim GP Stad Zottegem und bei Binche–Chimay–Binche, und er gewann eine Etappe der Tour de Wallonie. 2019 gewann er eine Etappe und die Punktewertung der. Dänemark-Rundfahrt. Im selben Jahr entschied er mit Iljo Keisse das Bremer Sechstagerennen für sich.

## Erfolge

### Straße
2010
- Belgischer Junioren-Meister – Straßenrennen

2011
- Belgischer Junioren-Meister – Einzelzeitfahren

2014
- Omloop Mandel-Leie-Schelde Meulebeke

2017
- Heistse Pijl
- eine Etappe Tour de Wallonie
- GP Stad Zottegem
- Binche–Chimay–Binche

2019
- eine Etappe und Punktewertung Dänemark-Rundfahrt

### Bahn

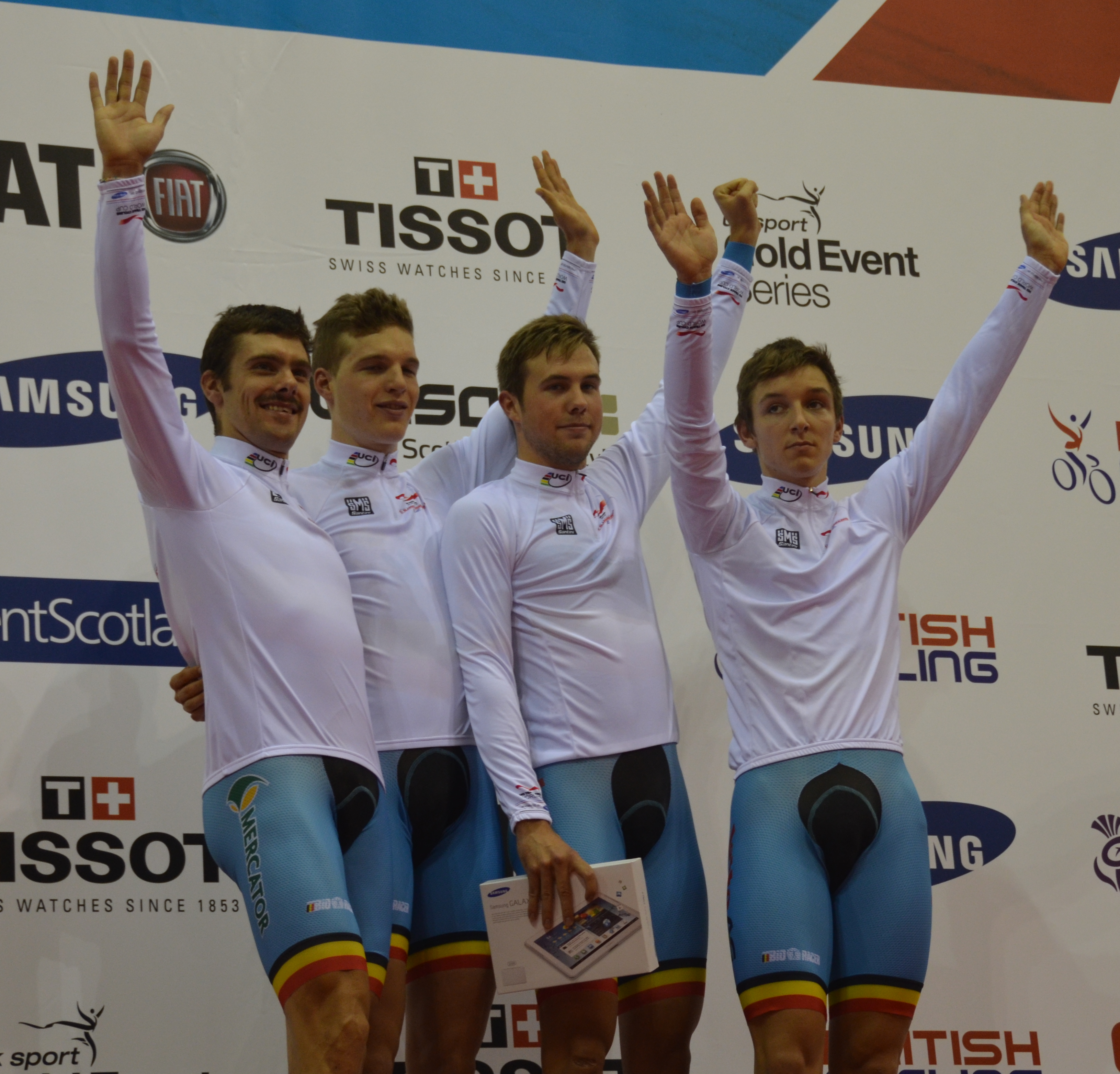
Der belgische Vierer bei der Siegerehrung in Glasgow 2012, v. l. n. r.: Kenny De Ketele, Gijs Van Hoecke, Moreno De Pauw und Jasper De Buyst

2009
- Belgischer Jugend-Meister – Scratch, Einerverfolgung, 500-Meter-Zeitfahren, Zweier-Mannschaftsfahren (mit Robin Venneman), Mannschaftsverfolgung (mit Robin Venneman, Billy Van Landuyt und Gilles Loncin)

2010
- Belgischer Junioren-Meister – Mannschaftsverfolgung (mit Jorne Carolus, Jasper Stuyven und Mattias Raeymaekers)

2011
- Junioren-Europameisterschaft – Omnium
- Belgischer Junioren-Meister – Omnium, Einerverfolgung, 1000-Meter-Zeitfahren, Zweier-Mannschaftsfahren (mit Aimé De Gendt), Teamsprint (mit Miel Pyfferoen) und Steve Schoonheyt, Mannschaftsverfolgung (mit Aimé De Gendt, Jens Geerinck und Saimen De Laeter)

2012
- U23-Europameisterschaft – Zweier-Mannschaftsfahren (mit Gijs Van Hoecke)
- U23-Europameisterschaft – Mannschaftsverfolgung (mit Joris Cornet, Moreno De Pauw und Gijs Van Hoecke)

2013
- U23-Europameister – Omnium (U23)
- Bahnrad-Weltcup in Manchester – Omnium
- Sechstagerennen von Gent (mit Leif Lampater)
- Sechstagerennen von Grenoble (mit Iljo Keisse und David Muntaner)

2014
- U23-Europameisterschaft – Punkterennen
- U23-Europameisterschaft – Zweier-Mannschaftsfahren (mit Otto Vergaerde)
- Sechstagerennen von Gent (mit Kenny De Ketele)
- Belgischer Meister – Punktefahren, Zweier-Mannschaftsfahren (mit Iljo Keisse)

2015
- Weltmeisterschaft – Zweier-Mannschaftsfahren (mit Otto Vergaerde)
- Belgischer Meister – Zweier-Mannschaftsfahren (mit Kenny De Ketele)

2019
- Bremer Sechstagerennen (mit Iljo Keisse)

2024/25
- Belgischer Meister – Punktefahren, Zweier-Mannschaftsfahren (mit Noah Vandenbranden)

2024
- Europameisterschaften – Punktefahren

## Grand-Tour-Platzierungen
| Grand Tour            | 2015 | 2016 | 2017 | 2018 | 2019 | 2020 | 2021 | 2022 | 2023 | 2024 | 2025 |
| --------------------- | ---- | ---- | ---- | ---- | ---- | ---- | ---- | ---- | ---- | ---- | ---- |
| Giro d’ItaliaGiro     | –    | –    | DNF  | –    | DNF  | –    | DNF  | –    | –    | –    | –    |
| Tour de FranceTour    | –    | –    | –    | 142  | 118  | 142  | DNF  | –    | 136  | –    | DNF  |
| Vuelta a EspañaVuelta | 126  | –    | –    | –    | –    | –    | –    | –    | –    | –    | …    |